# Chọi dế

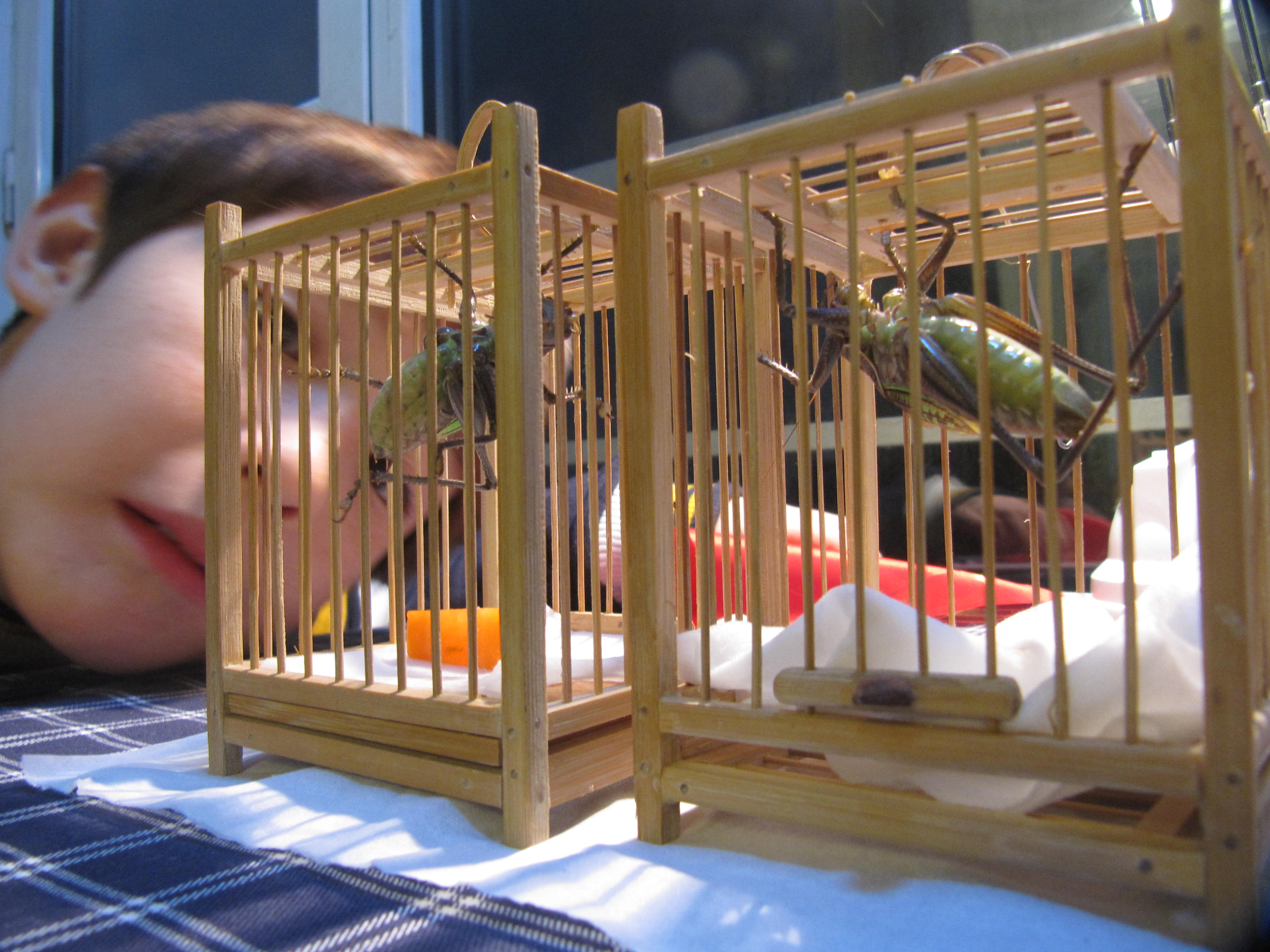
Chọi dế

Chọi dế hay đá dế, đấu dế là một trò chơi chiến đấu giữa hai con dế đực để mua vui cho người xem. Dế chọi phải là con dế đực. Chọi dế là một thú vui của nhiều người. Thường thì trẻ con thường tự mò mẫm bắt dế tự nhiên rồi cho đá chọi với nhau. Ở Trung Quốc, chọi dế đã có hơn 1.000 năm lịch sử.

## Dế chọi
Dế chọi nhỏ hơn dế mèn và có thân đen bóng hoặc nâu sẫm, đầu cánh có một chấm vàng. Thường chỉ có dế đực mới thích chọi và chỉ chọi lúc đã trưởng thành. Con dế chọi tốt là con dế đực nhanh nhẹn đầu to, vai rộng, bụng nhỏ, chân cao, càng mập, râu dài mướt, cánh nổi rõ từng đường vân. Dế đực cánh màu nâu pha đen, bụng nhỏ, không có máng đẻ trứng, phát ra âm thanh để ve vãn. Cho dế chọi ăn cỏ mật, cỏ ấu non, hạt ngô sữa, lạc non hay giá sống, có thể bồi dưỡng cho con cào cào hay châu chấu mới nở.

## Diễn biến
Những con dế được nuôi trong lồng tre, loại lồng để nhốt côn trùng, gần giống lồng chim nhưng nhỏ hơn, các nan tre sít nhau để dế khỏi lách ra được, có khi chỉ là hộp gỗ hoặc cái ống bơ. 
Trong trận đấu, dế chọi với nhau từng cặp một. Hai con dế phải có tầm vóc ngang nhau, qua sự quy ước của hai chủ dế. Cửa hai chiếc lồng được áp vào sát vào nhau rồi lần lượt kéo lên. Nếu dế để trong hộp thì hộp cũng được khoét một cái cửa sát với đường gờ đáy hộp. Hai chủ dế ngồi hai bên.
Khi cửa lồng được mở lên, trông thấy nhau một trong hai con dế sẽ xông sang chuồng bên, ít khi chúng đánh nhau ngay, kiểu đó chỉ có ở những con dế mới được chủ cho chọi thử. Những con dế đã quen hay tạo dáng để ra oai, con thì lặng lẽ vuốt râu để dò xét, con thì rung cánh gáy lên một tràng ròn rã. Trong khi chọi, mỗi con có một miếng đòn riêng biệt. Sở trường của dế lúc đánh nhau là tận dụng cặp răng sắc và đôi càng khoẻ bám đầy gai nhọn hoắt. Có con lúc đầu lầm lì, chỉ né tránh rồi quay càng đá mạnh vào phần giữa đầu và vai làm gẫy cổ. Có con, vừa vào trận đã tấn công dữ dội để nhanh chóng cắn thủng bụng.